# Ossigeno liquido
L'ossigeno liquido (chiamato anche LOx, LOX o Lox nell'industria aerospaziale, sottomarina e del gas) è una forma liquida dell'ossigeno.

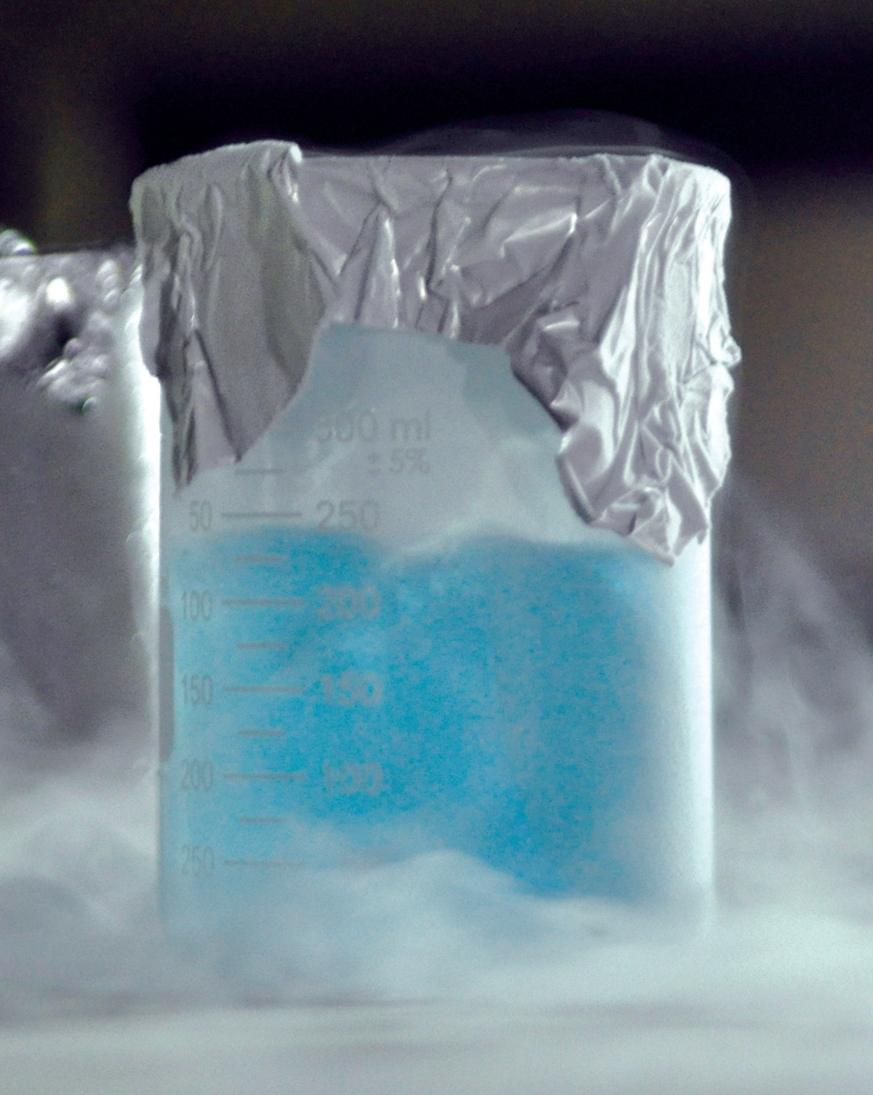
Ossigeno liquido in un becher

## Caratteristiche
L'ossigeno liquido ha un colore blu pallido ed è fortemente paramagnetico, al punto di rimanere sospeso fra i poli di una potente calamita. L'ossigeno liquido ha una densità di 1,141 kg/dm³ (1,141 kg/l) ed è criogenico. Il suo punto di congelamento è 50,5 K (−222,7 °C), il punto di ebollizione è 90,188 K (−182,962 °C) a 1 013,25 hPa (760,00 mmHg). Si ottiene dall'ossigeno contenuto nell'aria tramite distillazione frazionata.
A causa della sua natura criogenica, l'ossigeno liquido può rendere estremamente fragile qualsiasi materiale con cui venga a contatto. È anche un potente agente ossidante: i composti organici immersi in esso bruciano rapidamente producendo molta energia. Inoltre alcuni materiali come il carbone, se imbevuti di ossigeno liquido, possono detonare senza preavviso se esposti a fiamme, scintille o lampi di luce. Anche certe sostanze petrolchimiche, come l'asfalto, si comportano in questa maniera.

## Utilizzo
In commercio l'ossigeno liquido è classificato come un gas industriale anche se è largamente usato in medicina, solitamente all'interno di cisterne di capacità variabile; utilizzando un semplice riscaldatore, viene fatto gassificare e viene mandato in linea in forma gassosa. In Italia, nel caso di utilizzi in ambito ospedaliero, dal 1º maggio 2010, è un "farmaco" a tutti gli effetti e la sua produzione e commercializzazione viene regolata dal D.L.gvo 219/06.
Ha un rapporto di espansione di 860:1 a 20 °C e per questo è usato in alcuni aerei commerciali e militari come riserva di ossigeno respirabile.
L'ossigeno liquido può essere utilizzato come ossidante nei razzi spaziali e nell'industria aerospaziale contenendo fino al 25% di ozono liquido e diversi altri additivi che lo rendono più stabile. È inoltre spesso usato in combinazione con idrogeno liquido o cherosene in quanto permettono di ottenere un elevato impulso specifico. Venne impiegato nei primi razzi, come il V2 (con il nome di A-Stoff o Sauerstoff), il Redstone, il Semërka o l'Atlas, nonché nei primi ICBM (sebbene quelli moderni, a causa delle sue caratteristiche criogeniche e della necessità di un rabbocco regolare dei serbatoi per rimpiazzare le perdite per ebollizione, non lo usino più, in quanto non si permette una facile manutenzione ed operazioni veloci di lancio). Molti razzi moderni usano l'ossigeno liquido, compresi i motori principali dello Space Shuttle.
La molecola del tetraossigeno (O4) era stata teorizzata nel 1924 da Gilbert N. Lewis, che la propose come una spiegazione al fatto che l'ossigeno liquido non obbedisce alla Legge di Curie. Oggi si è scoperto che Lewis si sbagliava, ma non di molto: i modelli computazionali mostrano che benché non vi siano molecole stabili di O4 nell'ossigeno liquido, le molecole di O2 tendono ad associarsi in coppie con spin antiparallelo, formando molecole temporaneamente stabili di O4.
L'azoto liquido ha un punto di ebollizione più basso, a 77 K (−196,2 °C), per cui i recipienti che lo contengono possono condensare ossigeno dall'aria: l'ossigeno atmosferico si discioglie nel liquido, mentre l'azoto evapora. Pertanto una volta che la maggior parte dell'azoto è evaporata, c'è il rischio che l'ossigeno liquido rimanente possa reagire con materiali organici.

## Storia
- Nel 1845 Michael Faraday era riuscito a liquefare la maggior parte dei gas allora conosciuti. Sei di loro, comunque, resistevano ancora ai suoi tentativi[3] ed erano noti, al tempo, come "gas permanenti". Essi erano ossigeno, idrogeno, azoto, monossido di carbonio, metano e monossido di azoto.
- Nel 1877 Louis Cailletet in Francia e Raoul Pictet in Svizzera riuscirono a produrre le prime gocce di aria liquida.
- La prima quantità misurabile di ossigeno liquido fu prodotta dai professori polacchi Zygmunt Wróblewski e Karol Olszewski dell'Università Jagellonica di Cracovia, il 5 aprile 1883.